# Kylie (альбом)
Kylie — дебютный студийный альбом австралийской певицы Кайли Миноуг, выпущенный 4 июля 1988 года. Девять из десяти песен диска написало известное продюсерское трио Сток, Эйткен и Уотерман.
Альбом по большей части наполнен танцевальной поп-музыкой с сильным влиянием бабблгам-поп. Характерными наглядными примерами могут быть такие треки, как «I Should Be So Lucky» и «The Loco-Motion». Также имеется ряд баллад, таких как «Je ne sais pas pourquoi», «It’s No Secret» и «I Miss You».
Альбом получил смешанную оценку музыкальной критики. Многие восторгались диском, но были и такие, которым не пришлась по вкусу ещё одна бабблгам-певица, некоторые сравнивали этот диск с дебютной работой Мадонны 1983 года. Но несмотря на разноречивую критику, Kylie ожидал всемирный успех. Альбом возглавил хит-парады в трёх странах мира, включая Великобританию, Новую Зеландию и Японию, сразу три хит-сингла побывали на вершине национального чарта Австралии. В Северной Америке диск невысоко поднялся в чартах Billboard, но всё же его общие продажи превысили 500 000 копий, что позволило ему сертифицироваться на золотой статус. В общем зачёте в Великобритании Kylie стал шестикратно платиновым, а суммарные продажи в мире приближаются к 6 миллионам экземпляров. В конце декабря 1988 года в Австралии диск был переиздан под названием The Kylie Collection, релиз дополняли несколько бонус-треков с ремиксами.
Выход дебютника сопровождали шесть синглов. Первым из них была кавер-версия «The Loco-Motion», прокатившаяся по хит-парадам всего мира и побывавшая на их вершине в восьми странах, в двадцати государствах попав в лучшую десятку и став одним из самых успешных синглов в карьере Миноуг. Другим заметным хит-синглом стала «I Should Be So Lucky», достигшая первого места в чартах семи стран, включая Австралию и Великобританию, и поднявшаяся до 28 позиции в хит-параде журнала Billboard.

## История создания

### Предыстория
К середине 1980-х у себя на родине Кайли Миноуг была известна в первую очередь как киноактриса. Её актёрская карьера началась ещё в детстве. С 11 лет Кайли появлялась в небольших ролях австралийских телесериалов, таких как «Семья Салливан», «Авиатрассы» и «Дети Хендерсонов». И всё же её не покидала идея попробовать себя в амплуа певицы. Роль в сериале 1985 года «Дети Хендерсонов» принесла ей определённую популярность. В следующем году на свой гонорар от сериала она решила записать несколько песен. В этом ей помог близкий друг семейства Миноуг — Грег Петерик.
В трёхпесенное демо, спродюсированное Петериком, вошли кавер-версии Патти ЛаБелль «New Attitude», «Just Once» Куинси Джонса и Джеймса Ингрэма, а также «Dim All the Lights» Донны Саммер. Эти записи впоследствии не тиражировались.
В том же 1986 году Кайли получает роль Шарлин в мыльной опере «Соседи». Телесериал получился на редкость удачным и принёс Миноуг не только общенациональную популярность, но и немалое внимание со стороны британской публики. Эпизод венчания Шарлин и Скотта (персонаж Джейсона Донована, в реальной жизни на тот период он тоже был бойфрендом Кайли) собрал в Британии у телеэкрана аудиторию в 20 000 000 человек. По инициативе Грега Петерика актёры сериала организовывают ансамбль. В импровизированную группу вошли такие исполнители, как Питер О’Брайен и Алан Дэйл. Пригласили и Кайли.
Тогда же Петерик предложил исполнить Кайли песню «The Loco-Motion» певицы Литтл Ивы, бывшую хитом №1 в США в 1962 году. В 1986 году во время концерта в честь футбольного клуба «Фицрой» актёры из сериала «Соседи» организовали своё собственное шоу талантов. Кайли ничего не подготовила, однако вышла на сцену и исполнила кавер-версию песни «The Loco-Motion».
Я не смотрел «Соседей» и понятия не имел, кто такая Шарлин. Я дал прослушать «Locomotion» своим племяннику и племяннице и сказал им, что девушку зовут Кайли. На следующий день они уже разузнали, что это и была Шарлин. Тогда я позвонил в австралийский офис, и тогда и было принято решение подписать Кайли Миноуг.
Чуть позже она отправилась в Ричмонд, где в студии Sing Sing композиция была записана с помощью продюсера Кая Дальстрёма. Как отмечали потом исследователи творчества певицы, изначальная версия кардинально отличалась от общеизвестной аранжировки диско-хита и звучала скорее как R&B-песня. Петерик попытался пристроить демо на несколько звукозаписывающих лейблов, но их владельцы особого энтузиазма не проявили. Тогда за дело взялся Дальстрём, уже потративший на запись песни 10 000 $. Он после нескольких неудачных попыток смог встретиться с владельцем Mushroom Records Майклом Гудински. Тот поначалу отреагировал тоже без энтузиазма, но потом всё же согласился выпустить сингл.
К этому времени руководство Mushroom уже имело контакты с британским продюсерским трио Сток, Эйткен и Уотерман и пригласила, в июне 1987 года, их звукооператора Майка Даффи на трёхмесячную практику в Platinum Studios в Южной Ярре (район Мельбурна). Там ему вручили демозапись Дальстрёма и попросили заново аранжировать «The Loco-Motion» при помощи синтезатора, чтобы она звучала как версия «Venus» Bananarama. Для Даффи это был первый раз, когда он продюсировал запись самостоятельно.
27 июля 1987 года «Locomotion» поступила в продажу. Как раз две недели спустя после знаменитого эпизода венчания персонажей телесериала. Через неделю после выхода песня возглавила национальный хит-парад и оставалась там семь следующих недель. Общие продажи составили 200 000 копий.
По лицензии PWL сингл издавался и в странах Европы. Би-сайдом к европейскому изданию сингла шла композиция «Getting Closer», написанная продюсерским трио Сток, Эйткен и Уотерман для Хейвуд. Продюсер Майк Даффи, имевший прямой выход на британскую продюсерскую группу, отправил копию сингла Уотерману.
В это же время у Миноуг сформировались деловые отношения с Терри Блэми, ставшим её менеджером на следующие четверть века.

### Запись
Успех «Locomotion» подтолкнул Кайли отправиться в сентябре 1987 года вместе с Терри Блэми в Лондон, чтобы наладить сотрудничество со знаменитыми Стоком, Эйткеном и Уотерманом. Только Пит Уотерман из всего трио был оповещён о приезде. Но в это время он был занят подготовкой танцевального шоу «The Hitman and Her», забыв уведомить о визите австралийки своих партнёров. Как следствие, Миноуг и Блэми провели 10 дней в гостинице в ожидании телефонного вызова на прослушивание. И когда дело шло уже о возвращении домой, раздался долгожданный звонок. Пока Кайли ждала за дверями студии, продюсеры буквально за полчаса написали песню «I Should Be So Lucky». В течение пары часов Миноуг записала песню и в тот же день вернулась обратно в Австралию на съёмки «Соседей». Майк Сток потом так вспоминал этот эпизод: «У неё очень острый слух, я напел ей мелодию, она мне её тут же воспроизвела, я отложил плёнки в сторону и занялся другими делами». Текст песни он написал, руководствуясь своими впечатлениями о Миноуг: хотя она и была успешной звездой мыльных опер, с ней, по его мнению, было что-то не так и, видимо, она была неудачлива в любви. Продюсеры не воспринимали Миноуг всерьёз из-за временных ограничений и её контрактных обязательств в «Соседях». Они даже не стали переслушивать больше эту запись до тех пор пока Уотерман не услышал её вновь на корпоративной рождественской вечеринке и не осознал её нераскрытый потенциал. Песня стала абсолютным хитом, и в феврале 1988 года Майк Сток вылетел в Мельбурн, чтобы извиниться перед певицей за предыдущую сессию звукозаписи и уговорить Кайли вернуться в студию.
Запись проходила всю весну попеременно в Лондоне и Мельбурне. Песни «I Should Be So Lucky», «The Loco-Motion» и «Got to Be Certain» писались в лондонской студии PWL. Весь остальной материал пластинки был записан в мельбурнских студиях «Alan Eaton» и «PBX» под управлением Стока и звукоинженера Карен Хьюитт преимущественно по ночам, в перерывах между съёмками заключительных эпизодов «Соседей». По воспоминаниям Стока в этот период времени из-за перегрузок по работе певица была подвержена эмоциональным срывам и была часто плаксива. В марте она взяла перерыв между съёмками «Соседей» для того, чтобы слетать в Лондон. На время сессии звукозаписи Кайли вместе со своей матерью остановились дома у Ватермана, где провели пасхальные праздники. Продюсеры остались не в восторге от «Locomotion»-версии Даффи. Они перезаписали её в лондонской студии, вернув песне исходное название «The Loco-Motion». В то же время часть вокальных партий из демо-версии вошло в окончательную версию трека. Сток хотел сделать Kylie по типу альбомов лучших песен, где у каждой песни есть потенциал быть изданной в виде отдельного сингла. Основные клавишные партии в альбоме исполнили Сток и Эйткен, последний отвечал и за гитарные. Ударные партии выполнены на ритм-машине Linn 9000 (при этом, шутки ради, продюсеры на конверте пластинки указали её как псевдоним человека — А. Линн). Релиз состоялся 4 июля 1988 года.

## Музыка и лирика
Сток, Эйткен и Уотерман написали и спродюсировали все песни в альбоме за исключением «The Loco-Motion», созданной ещё в 1962 году Джерри Гоффином и Кэрол Кинг. Критики отнесли Kylie к бабблгам-поп и данс-поп альбомам. Сал Сикемани из Slant Magazine описал его как коллекцию хаус-треков смешанных с «hi-NRG битами, синтезаторами итало-диско и мотауновскими мелодиями». Мэттью Линдси из Classic Pop обратил внимание, что основными темами песен диска были темы разбитого сердца, предательства и разочарования. Джо Суини из PopMatters отметил музыкальную общность дебюта австралийской певицы с другими альбомами производства PWL, с текстами песен о романтических отношениях и позитивном настрое.
Диск начинается с «I Should Be So Lucky», лёгкой танцевальной поп-композиции, с применением драм-машины, клавишных и бас-гитары в исполнении Стока. Критики сравнивали её с работами Рика Эстли. Она изображает расстроенную женщину, ощущающую себя неудачницей в романтических отношениях. Для альбомной версии «The Loco-Motion» продюсеры перезаписали всю фонограмму аккомпанемента из демоверсии Даффи, теперь с добавлением звуковых эффектов паровозных гудков и менее непринуждённым вокалом. Среднетемповая «Je ne sais pas pourquoi» и регги-подобная «It’s No Secret» несут в себе мелодии, вызывающие воспоминания о раннем творчестве Уотермана в бытность диск жокеем в Mecca Dance Hall в 1960-х. «It’s No Secret» включает каскадный многоуровневый синтезатор и «шипучую» мелодию, припев которой начинается со строки «наша любовь была ложью».
«Got to Be Certain», hi-NRG-трек о любовном томлении, исполнен Миноуг в оптимистическом, жизнеутверждающем и беззаботном ключе. Изначально песня была записана коллегой по PWL, певицей Мэнди Смит для её дебютного альбома, но в сам альбом не вошла. Причём оба варианта песни имеют одну и ту же минусовую фонограмму. Шестой по счёту трек «Turn It Into Love» представляет собой трогательное рассуждение на тему неразделённой любви, задумчивое, но с оптимистическим подходом. Неброская hi-NRG-песня в рецензиях критиков удостоилась сравнения с саундтреком к фильму 1983 года «Танец-вспышка». Среднетемповые «I Miss You» и «I'll Still Be Loving You» имеют много общего с поп-музыкой поздних 1980-х, в частности напоминают творчество Climie Fisher и Living in a Box. Две заключительные композиции, «Look My Way» и «Love at First Sight», были написаны годом ранее для других артистов PWL Records. «Look My Way» изначально писалась для Хейвуд, музыкальное вдохновение в ней черпалось из «Rock Steady» The Whispers (1987), «Into the Groove» Мадонны (1984) и «Shake Your Love» Дебби Гибсон (1987). «Love at First Sight», в тексте которой рассказывается о подростковой любовной истории, в свою очередь была инструментальным демо-треком для Синитты. Эта песня никак не связана с одноимённым синглом Миноуг 2002 года.

## Выход альбома и его продвижение
Основной целевой аудиторией альбома были дети и подростки. Это отражается в том числе в оформлении конверта альбома, где улыбающаяся Кайли изображена в шляпке с копной ниспадающих кудрявых волос. Дизайнер обложки Дэвид Хоуэллс вспоминал, что пытался создать для Миноуг образ беззаботной девчушки, а не «какую-то икону на пьедестале». По его словам, он вдохновлялся тем, как подростки ведут себя с журналами, вырывая из них картинки и приклеивая их на стены. Воплощения той же стратегии PWL-артистов, позирующих со шляпами, можно увидеть на обложках Mandy Мэнди Смит (1988), следующем диске Миноуг Enjoy Yourself (1989) и Everybody Knows Сони (1990).
Kylie был выпущен в Великобритании 4 июля 1988 года, спустя две недели, 18 июля 1988 года — в родной Австралии. Подобно другим альбомам поздних 1980-х, фирма грамзаписи построила порядок песен на пластинке по своему усмотрению, собрав будущие синглы в её начале. По заявлению Майкла Гудински продюсеры из PWL не были сосредоточены на продвижении диска на рынке США. Тем не менее Блэми отправил Миноуг туда во время её двухнедельного перерыва, чтобы присмотреть за выпуском материала. В итоге основатель Geffen Records Дэвид Геффен согласился на дистрибуцию альбома после просмотра нескольких видеоклипов певицы.
После съёмок последних эпизодов «Соседей» в июне и июле 1988 года Миноуг смогла перебазироваться в Лондон, чтобы сконцентрироваться на продвижении Kylie. В рамках этой кампании она выступает на ток-шоу Терри Вогана и открытии новых аттракционов в парке Альтон-Тауэрс, а Уотерман вкладывает крупную сумму денег в раскрутку альбома на телевидении. В сентябре 1988 года Миноуг совершила промо-поездку в США, Японию, Мельбурн и Великобританию. Ввиду эмоционального истощения, певица была вынуждена её сократить. В октябре 1989 года, спустя более чем год после выхода диска, Миноуг отправилась в своё первое концертное турне «Disco in Dream», в ходе которого исполнялись ряд песен из обоих, вышедших к тому времени, альбомов — Kylie и Enjoy Yourself. Оно началось в Японии, где Кайли выступала перед 38 000 зрителей в Токио Доум. В дальнейшем она присоединилась к десятидневному туру артистов PWL-лейбла, проходившему на территории Великобритании, и который посетило 170 000 человек. Британская часть гастролей была проспонсирована местными радиостанциями и проходила под названием «The Hitman Roadshow».

### Синглы
| Список синглов к альбому  | Список синглов к альбому     | Список синглов к альбому     | Список синглов к альбому                     | Список синглов к альбому     | Список синглов к альбому     | Список синглов к альбому     | Список синглов к альбому     | Список синглов к альбому     | Список синглов к альбому     | Список синглов к альбому     | Список синглов к альбому     | Список синглов к альбому     | Список синглов к альбому     | Список синглов к альбому |
| Сингл                     | Максимальная позиция в чарте | Максимальная позиция в чарте | Максимальная позиция в чарте                 | Максимальная позиция в чарте | Максимальная позиция в чарте | Максимальная позиция в чарте | Максимальная позиция в чарте | Максимальная позиция в чарте | Максимальная позиция в чарте | Максимальная позиция в чарте | Максимальная позиция в чарте | Максимальная позиция в чарте | Максимальная позиция в чарте |                          |
| Сингл                     | Великобритания               | Соединённые Штаты Америки    | Федеративная Республика Германии (1949—1990) | Швейцария                    | Франция                      | Нидерланды                   | Швеция                       | Норвегия                     | Австралия                    | Новая Зеландия               | Япония                       | Гонконг                      | Австрия                      |                          |
| ------------------------- | ---------------------------- | ---------------------------- | -------------------------------------------- | ---------------------------- | ---------------------------- | ---------------------------- | ---------------------------- | ---------------------------- | ---------------------------- | ---------------------------- | ---------------------------- | ---------------------------- | ---------------------------- | ------------------------ |
| «Locomotion»              | —                            | —                            | —                                            | —                            | —                            | —                            | —                            | —                            | 1                            | 1                            | —                            | 1                            | —                            |                          |
| «I Should Be So Lucky»    | 1                            | 28                           | 1                                            | 1                            | 4                            | 12                           | 13                           | 5                            | 1                            | 3                            | 1                            | 1                            | 4                            |                          |
| «Got to Be Certain»       | 2                            | —                            | 6                                            | 8                            | 9                            | 40                           | 19                           | 6                            | 1                            | 1                            | —                            | 1                            | 9                            |                          |
| «The Loco-Motion»         | 2                            | 3                            | 3                                            | 2                            | 5                            | 9                            | —                            | 8                            | —                            | 8                            | 1                            | —                            | 3                            |                          |
| «Je ne sais pas pourquoi» | 2                            | —                            | 14                                           | 24                           | 15                           | 43                           | —                            | 10                           | 11                           | 9                            | —                            | —                            | —                            |                          |
| «It’s No Secret»          | —                            | 37                           | —                                            | —                            | —                            | —                            | —                            | —                            | —                            | 47                           | —                            | —                            | —                            |                          |
| «Turn It into Love»       | —                            | —                            | —                                            | —                            | —                            | —                            | —                            | —                            | —                            | —                            | 1                            | —                            | —                            |                          |

«Locomotion», первый сингл Миноуг в карьере, провёл семь недель на первом месте Австралийского чарта синглов, став в итоге самым продаваемым синглом в стране в 1980-х. Видеоклип к песне имел частую ротацию на европейском канале VH-1. Тогда это был ещё только внутриавстралийский продукт, который не являлся частью её дебютного альбома. В дальнейшем специально для альбома он был перезаписан в 1988 году. Несмотря на шумиху вокруг «Locomotion», Уотерман не смог заинтересовать ни один мейджор-лейбл «I Should Be So Lucky» и решил выпускать его на собственной PWL Records. «I Should Be So Lucky» стал первым синглом к дебютному лонгплею. Песня вышла в свет в конце декабря 1987 года и стала хитом №1 в Австралии, Великобритании, Германии, Японии, Швейцарии и Финляндии. На вершине британского хит-парада композиция оставалась пять недель кряду, что стало наибольшим успехом во всей карьере австралийки на этом рынке. На родине певицы «I Should Be So Lucky» пробыла на первом месте национального рейтинга — шесть недель. Золотой статус от Британской ассоциации производителей фонограмм песня получила 1 марта 1988 года, спустя два месяца после выхода. В США, в Billboard Hot 100 треку удалось добраться до 28 позиции. Сразу два видеоклипа сопровождал выход сингла: в одном, снятом в студии канала Seven в Мельбурне, Миноуг плескалась в пенистой ванной и танцевала на фоне классной доски исписанной мелом, во втором — каталась в кабриолете BMW по Сиднею.
«Got to Be Certain», второй сингл к диску, появился в продаже 2 мая 1988 года. Он стал третьим кряду синглом, достигшим первого места в Австралии (с учётом вышедшего в 1987 году только для местного рынка «Locomotion»), и был довольно популярен в остальных частях света, заняв на три недели вторую строчку британского хит-парада и войдя в лучшую десятку национальных чартов Германии, Швейцарии, Испании и Норвегии. В музыкальном видео на эту песню певица снимается в модной фотосессии, поёт на крыше небоскрёба Maison des Coopérants и набережной Ярры.
В апреле 1988 года Миноуг перезаписала «Locomotion», присвоив песне несколько изменённое название «The Loco-Motion». На прилавках США и Европы работа появилась 25 июля 1988 года. Она стала третьим по счёту синглом к альбому и третьей подряд работой Кайли, пробившейся в UK Singles Chart. Это стало наивысшим достижением для сольных исполнителей женского пола — предыдущий рекорд принадлежал Мадонне. В Северной Америке песня поднялась до третьей строки в Billboard Hot 100 и пятой в канадском хит-параде синглов RPM. Для клипа к песне использовался перемонтированный заново видеоматериал к австралийскому релизу годичной давности, который был снят в аэропорту Эссендон и мельбурнских студиях корпорации ABC. В нём Миноуг танцует на фоне исписанного граффити фонового занавеса и поёт в студии. Среди массовки в конце клипа на экране появляется младший брат Кайли — Брендан.
Четвёртым международным синглом к Kylie стала «Je ne sais pas pourquoi». Пластинка была выпущена 17 октября 1988 года в довольно необычном формате титульная композиция и новая песня «Made in Heaven» были продублированы на обеих сторонах диска. В США и Австралии издание происходило под названием «I Still Love You (Je Ne Sais Pas Pourquoi)». Стартовав 22 октября 1988 года в британском хит-параде на одиннадцатом месте, баллада взлетела на второе место, где оставалась три следующие недели. Таким образом, певица стала первым исполнителем в истории британских чартов, имевшем в своём активе сразу 4 сингла из одного альбома, побывавших в лидирующей тройке. Также сингл покорил вершину финского рейтинга, вошёл в лучшую десятку в Ирландии, Норвегии и Новой Зеландии.
Пятый сингл, «It’s No Secret», выпускался зимой 1988—1989 годов для рынков Австралии, Новой Зеландии, Северной Америки и Японии. Хотя изначально планировался всемирный релиз, но он был отменён в пользу раскрутки совершенно нового трека ко второму альбому певицы. В США песня добралась до 37-го места, став третьим хитом Миноуг, посетившим американский Top 40. В следующий раз её песни вернутся в Billboard Hot 100 только в XXI веке. Музыкальное видео, как и все предыдущие, было снято режиссёром «Соседей» Крисом Лангом. Съёмки проходили в Порт-Дугласе, на пляже и у бассейна прибрежного курорта Mirage Resort.
Наконец, шестой и последний сингл к дебюту австралийки, «Turn It into Love», был выпущен эксклюзивно для японского рынка, где уже бушевала Кайли-мания, охватившая всю страну. Без помощи промоушена и даже видеоклипа (к предшествующим синглам они были сняты) песне удалось удержаться на вершине хит-парада Oricon 10 недель кряду. На тот момент в национальном японском Top 40 пребывало сразу 5 песен Кайли одновременно, причём три из них занимали 1-ю, 3-ю и 4-ю строки.

## Восприятие
| Оценки критиков | Оценки критиков |
| Источник        | Оценка          |
| --------------- | --------------- |
| AllMusic        | [ 21 ]          |
| Billboard       | без оценки      |
| Classic Pop     | без оценки      |
| Digital Spy     | [ 29 ]          |
| Music Week      | без оценки      |
| PopMatters      | без оценки      |
| RPM             | без оценки      |
| Slant Magazine  | без оценки      |
| Smash Hits      | [ 92 ]          |

### Реакция критики
Международная критика по-разному отреагировала на музыку дебютного альбома австралийской певицы. И в рецензиях 1980-х годов, выходивших вслед за диском, и в ретроспективных отзывах критики не были единодушны. Так, редакция Billboard разместила рецензию на пластинку в разделе «Рекомендовано», одобрила кавер «The Loco-Motion», но в целом нашла в нём «механическое продюсирование и конвейерный подход к написанию песен… что привело к недостатку теплоты необходимому для прорыва на рынок США». Канадский еженедельник RPM назвал дебют «несмелой подборкой танцевальных клубных треков с любовными темами».
Крис Тру из AllMusic отдал диску две с половиной звезды из пяти возможных, сказав о нём: «Хотя качество дебютной работы Кайли наилучшим образом соответствует духу времени и мелодии альбома не что иное как Сток-Эйткен-Уотерман-жвачка стандартов поздних 1980-х, здесь есть несколько приятных особенностей. В первую очередь, она демонстрирует намного больше индивидуальности, чем прочие от Стока и компании». И добавил, что альбом сделал из Миноуг поп-звезду и «Европейскую икону». Ресурс Digital Spy оценил диск в три звезды из пяти. Рецензент Ник Левин выделил «I Should Be So Lucky», заметив, что «Любой, кто отрицает классический статус «I Should Be So Lucky», явно утратил чувствительность собственных мелодических рецепторов». И завершает: «Заурядное S.A.W.—продюсирование альбома выглядит словно эта причёска Кайли на его обложке, и разнообразия в нём как хлеба в буханке, зато маленькая австралийская поп-ракета уже чётко демонстрирует свою личность, и вездесущий шарм 1980-х в конечном счёте побеждает». Крис Хит из журнала Smash Hits похвалил «простые, но безумно очаровательные диско» треки, а Rolling Stone сравнил их с «прелестной безделушкой», отметив, что они источают «идентичный аромат попсы поздних 80-х, как пара потёртых джинсовых шорт».
Иэн Пилл из Classic Pop высоко оценил хуки, назвал их «простыми, но не отпускающими слушателя», добавив, что песни «звучат довольно однообразно». Марк Эллиот из этого же издания, в своём анализе о лучших альбомах продюсерского трио Сток, Эйткен и Уотерман, поставил Kylie на третье место в этом списке, сказав, что альбом стал вехой в блистательной карьере певицы. В обзоре на переиздание первых трёх дисков Миноуг в 2015 году журналист PopMatters Джо Суини счёл их «бездушными», но недостатки продюсирования были скрашены «хорошо продуманными мелодиями». Лучшей песней дебютника Суини назвал «Turn It into Love». По его мнению, её лейтмотив о перерождении ненависти в любовь стал прототипом позитивной ментальности, воодушевлявшей деятельность Миноуг в третьем тысячелетии. В апреле 2018 года, в статье американского электронного журнала Slant Magazine к 50-летию певицы альбом был назван самым худшим в карьере. Её автор Сал Чинквемани критикуя голос исполнительницы, писал, что он звучит «словно её заставили петь, набрав полные лёгкие гелия». Чинквемани заключил, что альбом был «легковесным и бессмысленным как сахарная вата и рухнул (в рейтинге журналиста) так же легко».

### Коммерческий успех

Кадр из видеоклипа к «I Should Be So Lucky» — одной из визитных карточек Кайли Миноуг

Kylie дебютировал в британском чарте альбомов на втором месте 16 июля 1988 году и возглавил хит-парад на четыре недели 21 августа и ещё на две недели 19 ноября. Таким образом, 20-летняя Миноуг стала самой молодой исполнительницей, добившейся со своим диском 1-й строки в этом престижном рейтинге. Только спустя 14 лет этот рекорд был побит альбомом Let Go канадки Аврил Лавин, которой на тот момент было 18 лет. 5 января 1989 года в Великобритании альбом был признан Британской ассоциацией производителей фонограмм 6-кратно платиновым: в 1988 году было продано 1,8 миллиона экземпляров (всего к 2006 году было продано 2 105 698), что позволило ему стать самым продаваемым альбомом года. Более того, в списке самых продаваемых альбомов 1980-х годов Kylie закрепился на 5-й позиции, а Миноуг стала первой сольной исполнительницей, чей диск продался тиражом, превышавшим 2 миллиона копий. На январь 2012 года пластинка занимает 58-ю строчку в британском списке самых продаваемых дисков за всё время.
В родной для певицы Австралии альбом стартовал 7 августа 1988 года сразу на 2-м месте, где провёл три недели подряд, а в целом в топ-50 пробыл до февраля 1989 года, в общей сложности — 28 недель. Австралийская ассоциация звукозаписывающих компаний отметила дебют Кайли четырёхкратной платиновой сертификацией. В соседней Новой Зеландии он сразу после выхода попал на десятую строку национального списка, впоследствии оставшись на его вершине на шесть недель. А в целом пластинка пробыла в новозеландских чартах — пятьдесят три недели. Это её единственный альбом в этом регионе с такими показателями. В ноябре 1989 года Новозеландской ассоциацией звукозаписывающих компаний ему был присвоен платиновый статус.
Альбом вошёл в топ-10 Германии, Норвегии и Швейцарии, в Швеции было продано 143 627 экземпляров. Kylie занял 53-е место в американском чарте Billboard 200. В Канаде альбом получил платиновый статус по продажам, в США — золотой. Общие мировые продажи альбома составили около 6 миллионов экземпляров.

## Список композиций
| №   | Название                   | Автор(ы)                   | Длительность |
| --- | -------------------------- | -------------------------- | ------------ |
| 1.  | «I Should Be So Lucky»     | Сток, Эйткен и Уотерман    | 3:28         |
| 2.  | «The Loco-Motion»          | Джерри Гоффин и Кэрол Кинг | 3:17         |
| 3.  | «Je ne sais pas pourquoi»  | Сток, Эйткен и Уотерман    | 4:03         |
| 4.  | «It’s No Secret»           | Сток, Эйткен и Уотерман    | 4:01         |
| 5.  | «Got to Be Certain»        | Сток, Эйткен и Уотерман    | 3:21         |
| 6.  | «Turn It into Love»        | Сток, Эйткен и Уотерман    | 3:39         |
| 7.  | «I Miss You»               | Сток, Эйткен и Уотерман    | 3:18         |
| 8.  | «I'll Still Be Loving You» | Сток, Эйткен и Уотерман    | 3:52         |
| 9.  | «Look My Way»              | Сток, Эйткен и Уотерман    | 3:39         |
| 10. | «Love at First Sight»      | Сток, Эйткен и Уотерман    | 3:11         |

## Участники записи
| Уровни продаж и сертификации |              |                |             |
| Страна                       | Сертификация | Уровень продаж | Источник(и) |
| Австралия                    | 4× платина   | 420 000+       | [ 104 ]     |
| Великобритания               | 6× платина   | 2 100 000+     | [ 112 ]     |
| США                          | золотой      | 500 000+       | [ 111 ]     |
| Франция                      | платиновый   | 300 000+       | [ 113 ]     |
| ФРГ                          | золотой      | 250 000+       | [ 114 ]     |
| Финляндия                    | золотой      | 25 000         | [ 115 ]     |
| Швейцария                    | платиновый   | 50 000+        | [ 116 ]     |

- Кайли Миноуг — вокал, бэк-вокал

Дополнительный персонал:
- Ди Льюис — бэк-вокал
- Мэй Маккенна — бэк-вокал
- Сюзанна Ратиган — бэк-вокал
- Мэтт Эйткен[англ.] — продюсирование, аранжировки, клавишные, гитара
- Майк Сток[англ.] — продюсирование, аранжировки, клавишные, бэк-вокал
- Пит Уотерман[англ.] — продюсирование, аранжировки
- Джордж Деанджелес — дополнительные клавишные
- Нил Палмер — дополнительные клавишные
- А. Линн[англ.] — ударные

| - Марк Макгуайр — звукорежиссёр - Йойо — звукорежиссёр - Карен Хьюитт — звукорежиссёр - Джейсон Баррон — ассистент звукорежиссёра - Питер Дэй — ассистент звукорежиссёра - Стюарт Дэй — ассистент звукорежиссёра - Джонатан Кинг — ассистент звукорежиссёра | - Питер Хаммонд — микширование - Джей Уиллис — мастеринг - Лоуренс Лоури — фотограф - Дэвид Хоуэллс — дизайн обложки - Лино Карбозьеро — парикмахер |

## Позиции в хит-парадах
| Название чарта                    | Наивысшая позиция | Пребывание в чарте | Источник(и)     |
| --------------------------------- | ----------------- | ------------------ | --------------- |
| Австралийский хит-парад альбомов  | 2                 | 28 недель          | [ 103 ]         |
| Австрийский хит-парад альбомов    | 15                | 16 недель          | [ 117 ]         |
| UK Albums Chart                   | 1                 | 67 недель          | [ 95 ]          |
| Голландский хит-парад альбомов    | 42                | 5 недель           | [ 118 ]         |
| Немецкий хит-парад альбомов       | 8                 | 25 недель          | [ 107 ] [ 109 ] |
| Новозеландский хит-парад альбомов | 1                 | 53 недели          | [ 105 ]         |
| Норвежский хит-парад альбомов     | 10                | 6 недель           | [ 108 ]         |
| Billboard Top Pop Albums          | 53                | 27 недель          | [ 119 ]         |
| Швейцарский хит-парад альбомов    | 7                 | 14 недель          | [ 109 ]         |
| Шведский хит-парад альбомов       | 22                | 3 недели           | [ 120 ]         |
| Японский хит-парад альбомов       | 30                | 29 недель          | [ 121 ]         |

| Хит-парад (1989)       | Позиция |
| ---------------------- | ------- |
| Европа (Music & Media) | 10      |